# Chaetolonchaea gracilis
Chaetolonchaea gracilis är en tvåvingeart som beskrevs av Leander Czerny 1934. Chaetolonchaea gracilis ingår i släktet Chaetolonchaea och familjen stjärtflugor. Inga underarter finns listade i Catalogue of Life.